# Rudolf Rössler (Maler)

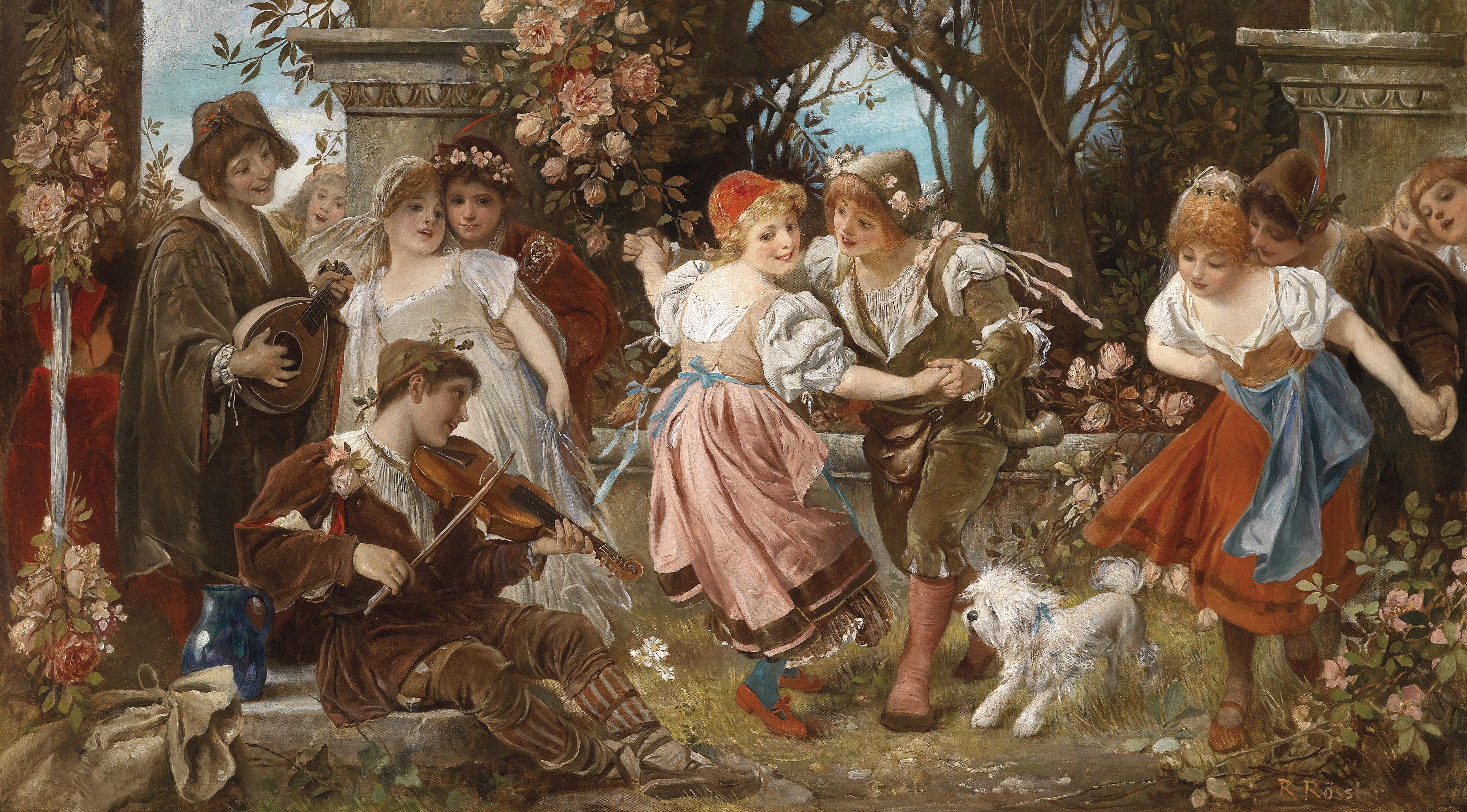
Kinderreigen im Rosengarten

Rudolf Rössler (* 28. April 1864 in Gablonz an der Neiße; † 16. Oktober 1934 in Wien) war ein österreichischer Genremaler.

## Leben
Rössler studierte an der Akademie der bildenden Künste Wien. Nach dem Studium war er in Wien als Kunstgewerbler und Maler von Genreszenen tätig. Von 1887 bis 1893 war er Professor an der Kunstgewerbeschule Wien. Zu seinen Schülern gehörten u. a. Rudolf Fuchs und Theodor Bruckner (1870–1921).
Rössler entwarf zahlreiche österreichische Banknoten, teils gemeinsam mit anderen Künstlern wie Gustav Klimt, Josef Pfeiffer und Rudolf Junk (siehe Liste der österreichischen Kronen-Banknoten).